# الوقوف على أطراف الأصابع (مذكرات)

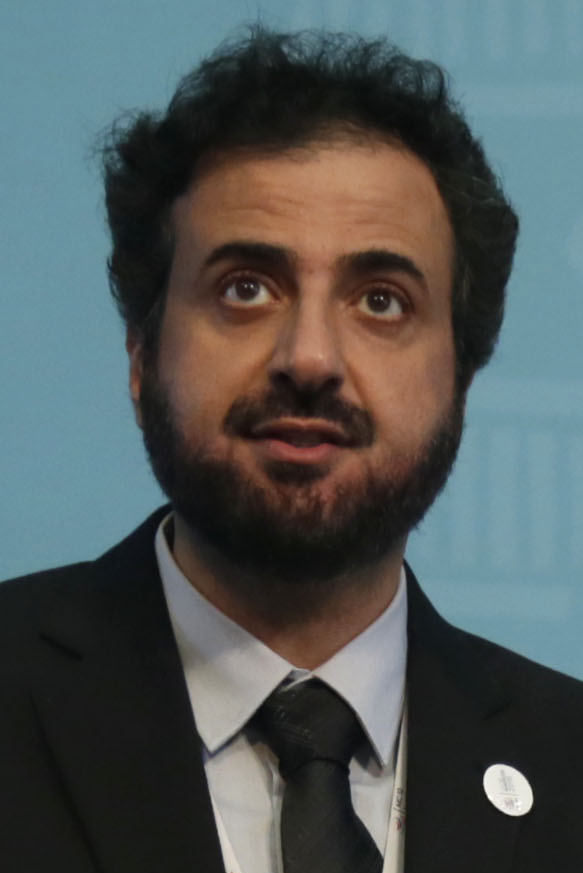
توفيق الربيعة

الوقوف على أطراف الأصابع، هي مذكرات لوزير الحج والعمرة السعودي، توفيق الربيعة، يتناول فيها بشكل رئيسي تجربته وزيراً للصحة إبان تفشي جائحة فيروس كورونا (كوفيد-19) عام 2020، وكواليس مواجهة الحكومة السعودية للفايروس، منذ تسجيل أول حالة في البلاد في مارس من عام 2020م. صدرت المذكرات عن دار رف عام 2023م، وصدر لأول مرة في معرض الرياض الدولي للكتاب عام 2023.

## عن الكتاب
يتناول توفيق الربيعة في مذكراته ما وصفه بـ"ذكرياتي مع جائحة كورونا"، إلا أن المذكرات تناولت ملامح من تعامل البيروقراطية السعودية الجديدة مع الجائحة التي دخلت البلاد بعد أشهر من تفشيها في الصين، إبان حمله لحقيبة "وزارة الصحة"، والتي غادرها في أكتوبر 2021.
ويتألف الكتاب من 16 فصلاً في 182 صفحةً من الحجم العادي، ويبدأ الوزير الربيعة كتابه بعد المقدمة بفصل عنونه بـ"بحر هادئ"، حيث يتناول الهدوء الذي سبق أزمة الجائحة على وزراته، ويشير إلى ما وصفه بـ"منة الله علي، بعد أن مرّت علي ثلاث سنوات ونصف في أصعب وزارة ولم يأت حدث أو أي أمر صعب يكدر صفو الماء وعذوبته".

### على مشارف الجائحة
ويصف الربيعة في الفصل الثاني (أصوات على بعد آلاف الأميال)، مشهد العالم عندما بدأ الفايروس في الانتشار في ووهان في الصين، حيث يشير إلى اجتماع في وزارته في أواخر عام 2019، عندما سمع للمرة الأولى عن الفايروس، ويقول إن الحديث عن الفايروس بدأ في التزايد، ويكشف الربيعة في الفصل الثالث (الأيام الهادئة ليست للراحة)، كيف ساهمت التحركات الحكومية المبكرة لإنشاء المركز الوطني للأزمات والكوارث ومركز القيادة والتحكم في مساعدة السعودية خلال الأزمة.
فيما يعطي صورة بانورامية للمشهد في البلاد عند اقتراب الفايروس من المملكة في فصله الرابع (على ضفاف الخليج)، بعد أن سجلت الإمارات العربية المتحدة أول حالة في 29 يناير 2020، وبعدها وصل إلى البحرين في 23 فبراير 2020، وأعلنت البحرين الاشتباه بإصابة 10 سعوديين بالفايروس، وأظهرت النتائج إصابة 8 مواطنين.

### خلال الجائحة
ويتناول الربيعة في الفصل الخامس توالد اللجان الحكومية منذ تسجيل الفايروس في الصين، بدءاً من اللجنة الرئيسية التي كانت باجتماعات يومية، وانبثقت منها لجان فرعية. ويتناول في فصله السادس (وطهر بيتي للطائفين) ما يصفه الربيعة بالحدث "الذي لا يشبه ما قبله، ومن أهم الأحداث"، وهو إيقاف العمرة، ويشير إلى قرار العاهل السعودي بضرورة أن "لا تقف الصلاة نهائياً بالحرمين"، واستثناء العاملين فيهما "حتى لا يسجل التاريخ أن الحرمين أغلقا نهائياً". وفي فصله السابع (مدارس في البيوت)، يكشف الربيعة عن دور مستشار الأمن الوطني السعودي، مساعد العيبان، في اقتراح إيقاف التعليم الحضوري في المدارس لمنع تفشي الجائحة، ما دفع اللجنة العليا لتطرح الأمر على وزارة التعليم، ليتحول النظام التعليمي برمته في السعودية عن بعد. وتناولت المذكرات كواليس توصية اللجنة العليا بمنع الصلاة في المساجد في فصله الثامن (صلوا في بيوتكم).

### الخروج من الأزمة
يتناول الربيعة في فصله التاسع، كواليس عودة المواطنين السعوديين في الخارج إلى بلادهم، بعد أن تكفلت الحكومة بعودتهم من جميع أنحاء العالم، ودور اللجنة الفرعية (لجنة المحاجر) في توفير المحاجر التي سيأوي لها المواطنون للتأكد من حالتهم الصحية فور وصولهم، وقبلهم استئجار وزارة الخارجية السعودية الفنادق في دول العالم لإيواء مواطنيها.
ويسلط الربيعة الضوء في مذكراته على تسجيل أول حالة داخل البلاد في فصل "أول حالة وحديث عن القطيف"، وكواليس الإعلان عنها، الذي أكد فيها أنه تمت بسرعة وبوضوح، وتناول كيفية تهيئة المستشفيات والفنادق خلال تعامل الحكومة مع الجائحة، وسرعة حصول السعودية على اللقاح ضمن أوائل الدول ودور ولي العهد السعودي المحوري في "الخروج من عنق الأزمة"، عبر هندسة خارطة الطريق واتخاذ القرارات الجريئة والدعم والتوجيه المستمر.